# Mika Tiivola

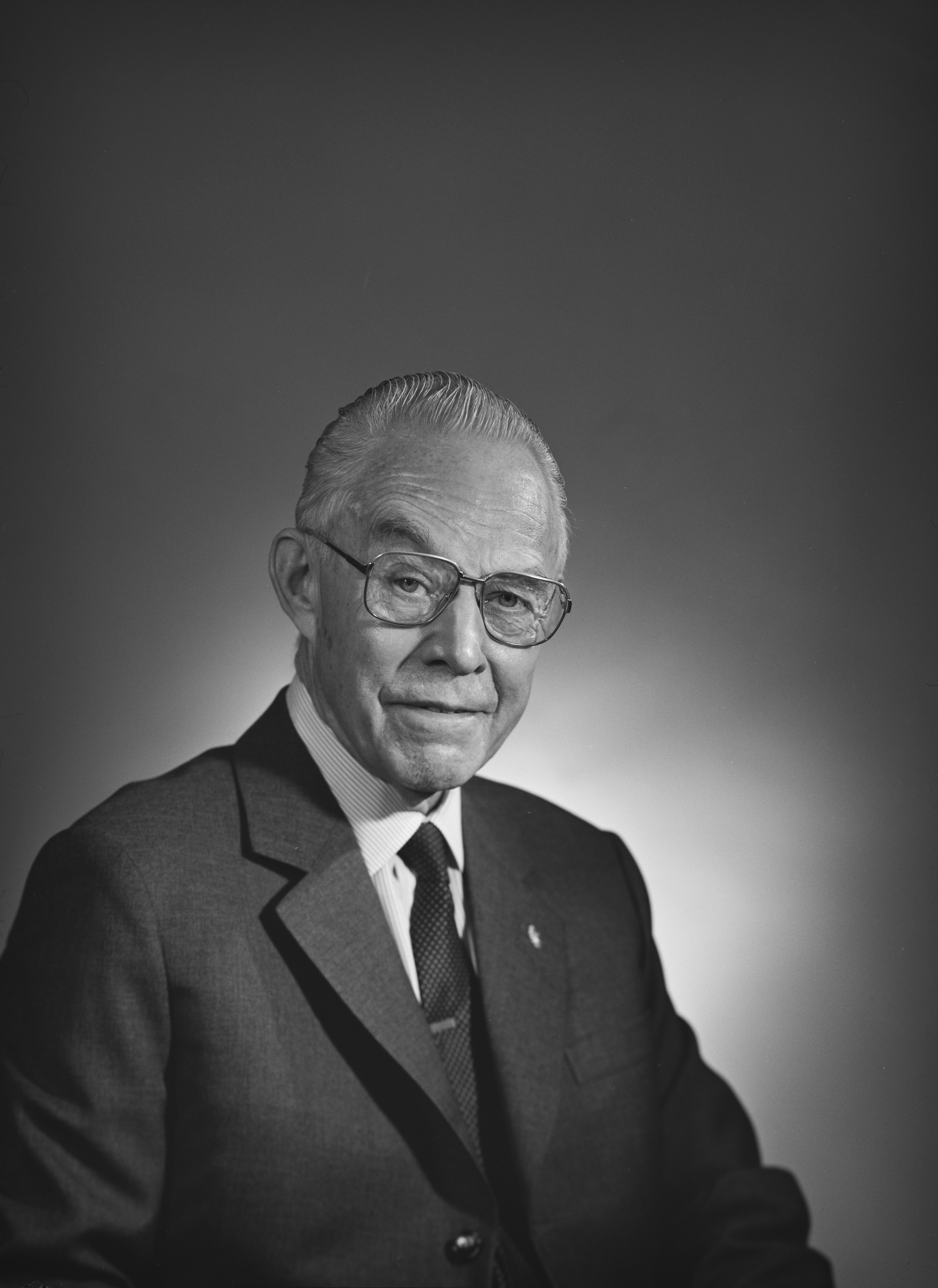
Mika Tiivola (1992).

Carl Mikael "Mika" Augustinus Tiivola, född 30 oktober 1922 i Villmanstrand, död 13 april 1994 i Helsingfors, var en finländsk bankman. Han ingick äktenskap med hotellägaren Satu Vuoristo 1975.
Tiivola utexaminerades från kadettskolan 1943, tjänstgjorde i Finlands flygvapen till 1945, blev politices magister 1948 och juris kandidat 1956. Han var anställd vid J. Merivaara Oy 1947–1954, delägare i advokatbyrån Dittmar & Indrenius 1954–1961, blev direktör vid Föreningsbanken i Finland 1961, verkställande direktör 1966 samt var styrelseordförande och koncernchef 1970–1988. 
Tiivola förnyade Föreningsbankens profil, inledde dess internationalisering och ledde dess övertagande av Helsingfors Aktiebank 1986. Han var bland annat ordförande i Näringslivets delegation 1974–1988 samt styrelseordförande i Kymmene Ab från 1967 samt i Oy Nokia Ab 1978–1986 och 1990–1992. Han tilldelades ministers titel 1988 och blev ekonomie hedersdoktor 1989.